# 澤迪克 (加利福尼亞州)
澤迪克（英語：Zediker）是位於美國加利福尼亞州弗雷斯諾縣的一個非建制地區。該地的面積和人口皆未知。

## 地理
澤迪克的座標為36°45′26″N 120°31′16″W / 36.75722°N 120.52111°W，而該地的平均海拔高度為122米（即400英尺）。